# Основное тригонометрическое тождество
Основное тригонометрическое тождество — соотношение {\displaystyle \sin ^{2}\alpha +\cos ^{2}\alpha =1}, выполняющееся для произвольного значения {\displaystyle \alpha }. Основное тригонометрическое тождество представляет собой запись теоремы Пифагора для треугольника в тригонометрическом круге; длины катетов этого треугольника по модулю равны соответствующим синусу и косинусу, а гипотенуза, будучи радиусом тригонометрического круга, равна единице.

## Доказательства

### Используя единичную окружность

Применение теоремы Пифагора для вывода основного тригонометрического тождества

Единичная окружность с центром в начале координат определяется уравнением {\displaystyle x^{2}+y^{2}=1}. Пускай на окружности лежит точка, расположенная под углом {\displaystyle \alpha } от оси абсцисс. Тогда координаты этой точки: {\displaystyle x=\cos \alpha ;\ y=\sin \alpha }. Соответственно исходя из уравнения окружности получаем: {\displaystyle \cos ^{2}\alpha +\sin ^{2}\alpha =1}.

### Используя прямоугольный треугольник

Прямоугольный треугольник с катетами и гипотенузой

По определению, синус это отношение противоположного катета к гипотенузе, косинус — отношение прилегающего катета к гипотенузе. В прямоугольном треугольнике с катетами {\displaystyle a,} {\displaystyle b} и гипотенузой {\displaystyle c} получаем:
{\displaystyle \sin \theta ={\frac {b}{c}},}
{\displaystyle \cos \theta ={\frac {a}{c}}.}
Возведём эти выражения в квадрат и прибавим {\displaystyle \sin ^{2}\theta +\cos ^{2}\theta ={\frac {a^{2}+b^{2}}{c^{2}}}.}
Согласно теореме Пифагора, {\displaystyle a^{2}+b^{2}=c^{2},} следовательно {\displaystyle \sin ^{2}\theta +\cos ^{2}\theta ={\frac {a^{2}+b^{2}}{c^{2}}}=1}.